# عصر الغابات
عصر الغابات (Woodland period) تصنيف يمتد في عصر ما قبل كولومبوس من حوالي العام 1000 قبل الميلاد إلى الاتصال الأوروبي في الجزء الشرقي من أمريكا الشمالية، وهنالك من علماء الآثار من يميز عصر المسيسيبي من العام 1000 للميلاد إلى الاتصال الأوروبي كعصر منفصل. تم تقديم مصطلح "عصر الغابات" في ثلاثينيات القرن الماضي كمصطلح عام لمواقع ما قبل التاريخ الواقعة بين الصيد والالتقاط القديم وحضارات المسيسيبي الزراعية. تغطي منطقة الغابات الشرقية الثقافية ما هو الآن شرق كندا جنوب المنطقة شبه القطبية وشرق الولايات المتحدة إلى جانب خليج المكسيك.
تعتبر هذا العصر بشكل مختلف مرحلة تطورية، وفترة زمنية، ومجموعة من التأقلمات أو "السمات" التكنولوجية، و"شجرة عائلة" للثقافات ذات الصلة بالثقافات القديمة. يمكن وصفه بأنه مظهر زمني وثقافي دون أي تغييرات هائلة في وقت قصير ولكنه كان متسمر التطور في ما يتعلق بالأدوات الحجرية والعظمية وصناعة الجلود والمنسوجات وزراعة وبناء المساكن. استخدم العديد من شعوب عصر الغابات الرماح ووفاذفات الحراب حتى نهاية العصر، عندما تم استبدالها بالقوس والنشاب؛ غير أن شعوب عصر الغابات الجنوب شرقيين قد استخدموا حتى بنادق النفخ.